# Marble Arch (stacja metra)
Marble Arch – stacja londyńskiego metra położona na trasie Central Line pomiędzy stacjami Lancaster Gate a Bond Street. Znajduje się przy Oxford Street (City of Westminster),  w pierwszej strefie biletowej. Została otwarta 30 lipca 1900 roku W 2010 roku obsłużyła 17,790 milionów pasażerów.
Nazwa stacji pochodzi od Marble Arch, marmurowego monumentu znajdującego się w północno-wschodniej części okolicy Marble Arch, na końcu Oxford Street.
Stacja obsługiwana jest przez linie autobusowe 2, 10, 16, 30, 36, 73, 74, 82, 94, 98, 137, 148, 159, 390, 414 i 436.

## Galeria

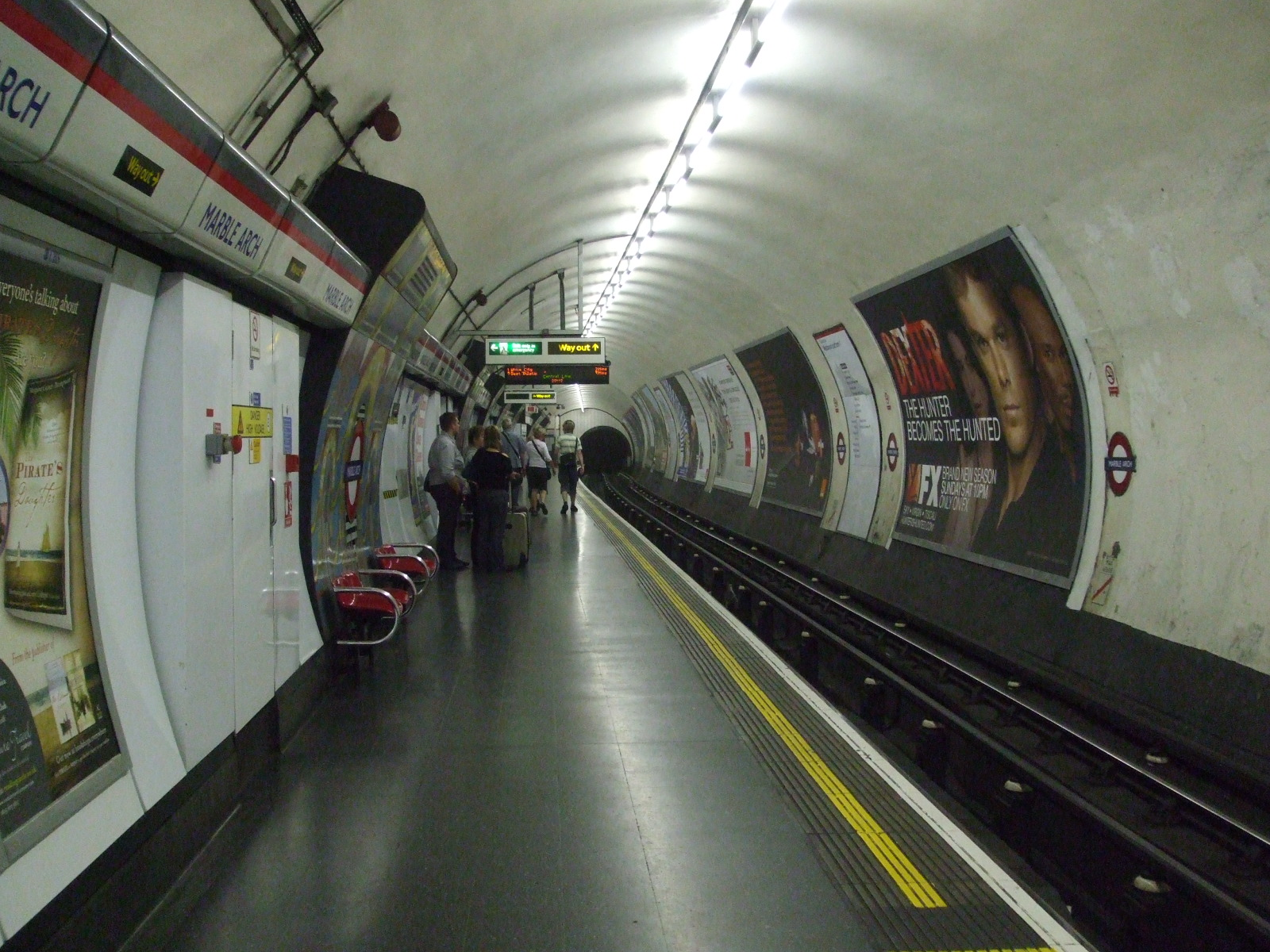
Peron w kierunku zachodnim
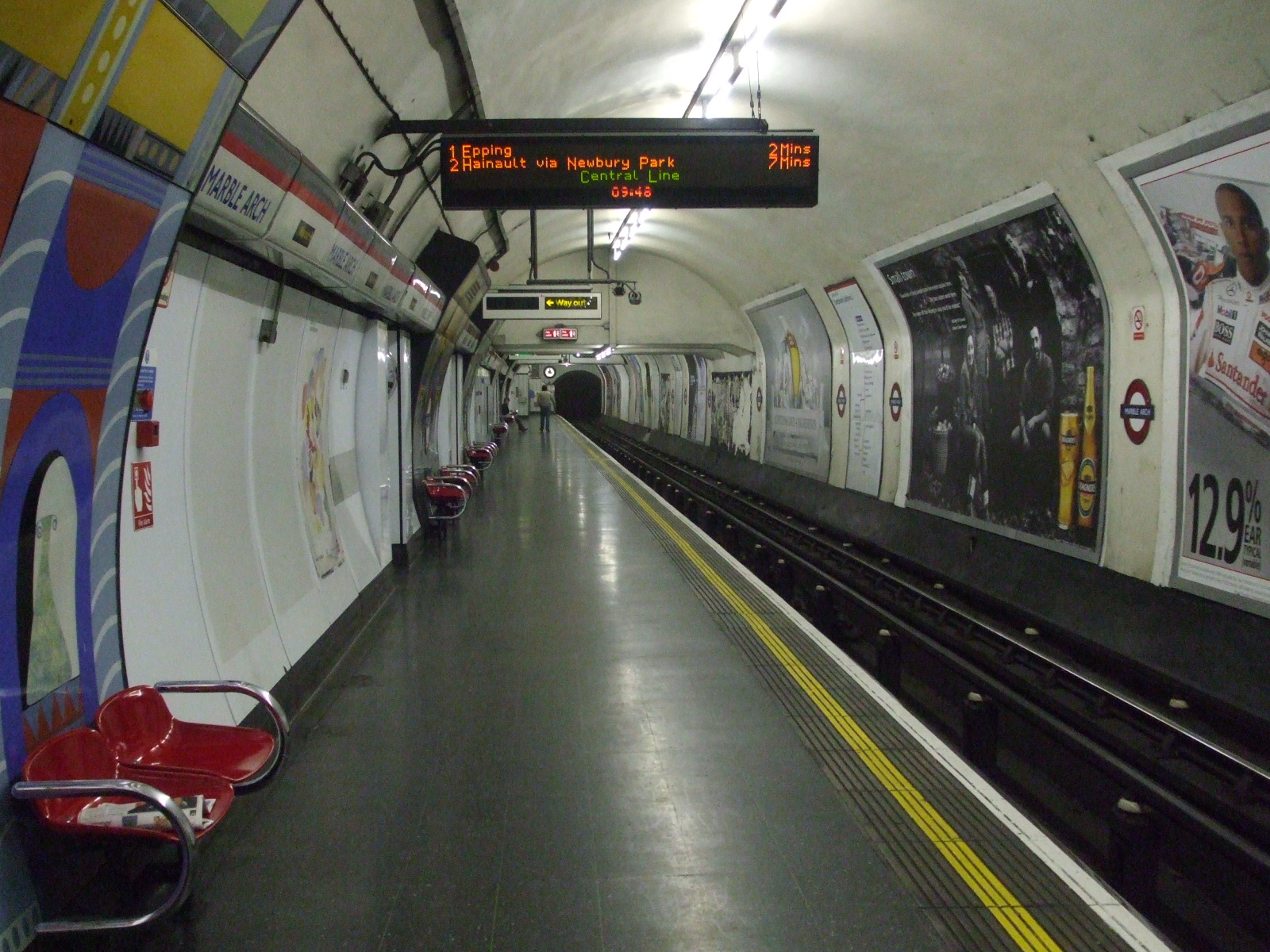
Peron w kierunku wschodnim
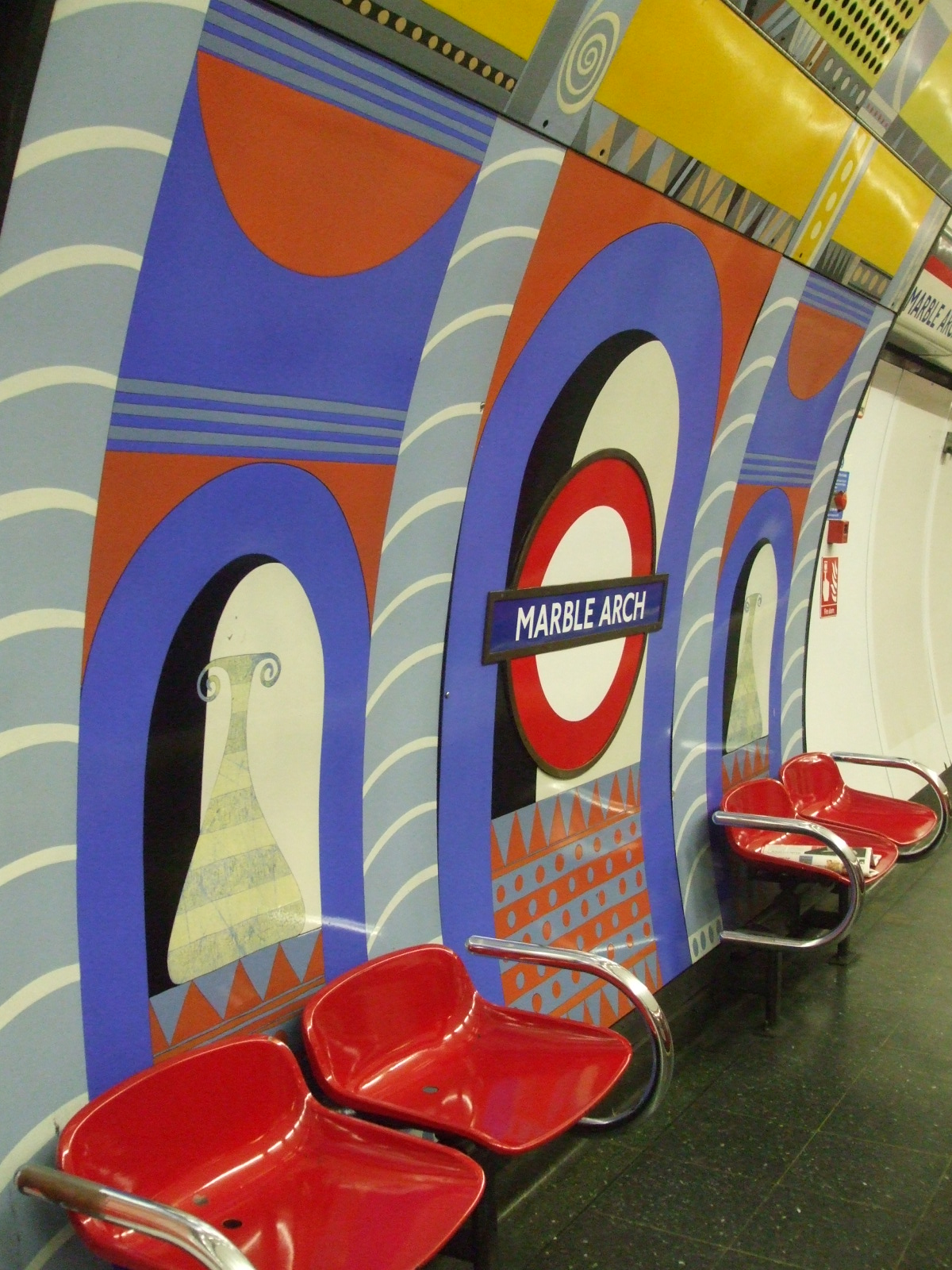
Dekoracje na ścianach peronu w kierunku wschodnim
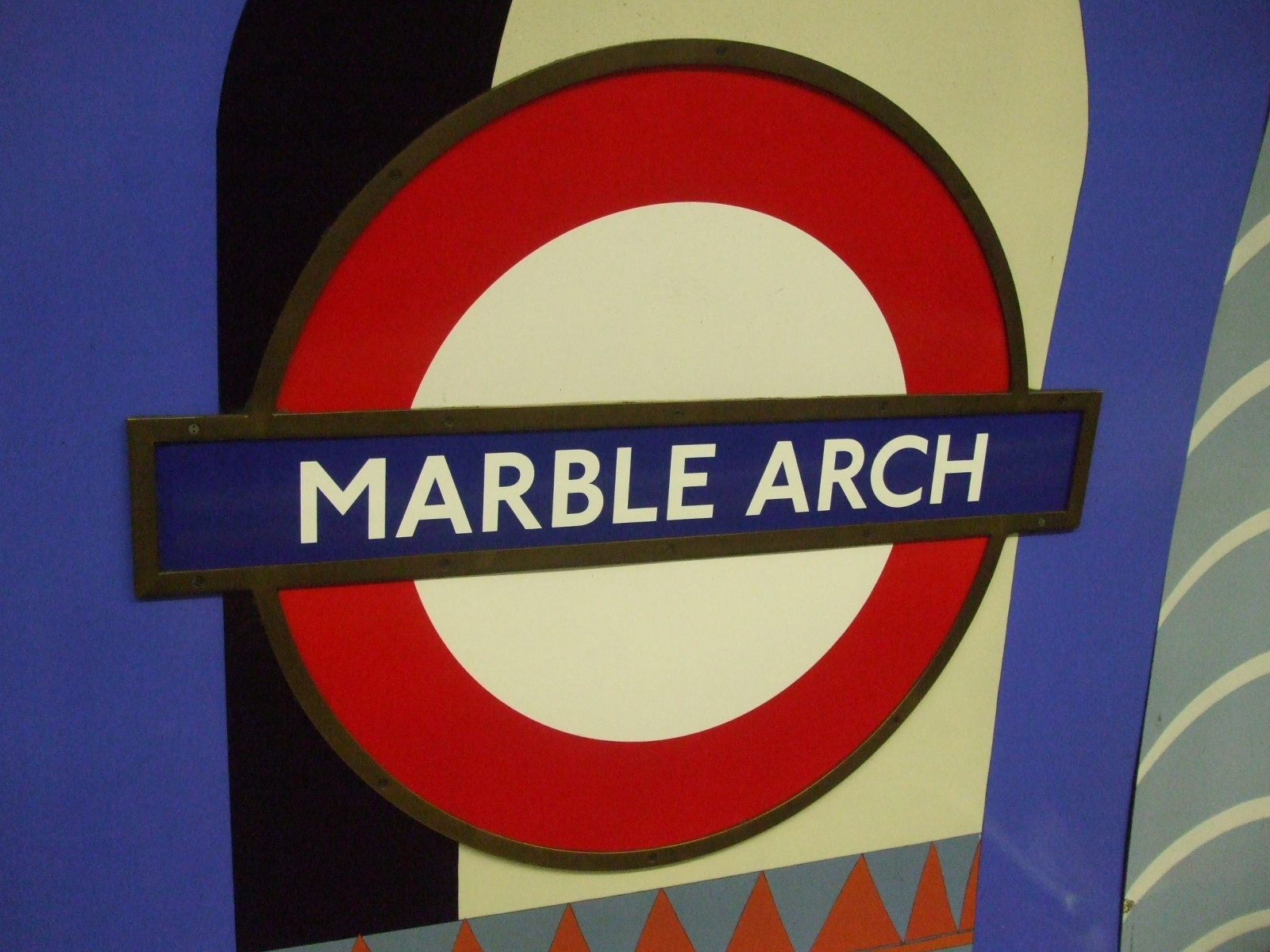
Symbol stacji